# Чемпіонат світу з біатлону 1993
29-й чемпіонат світу з біатлону пройшов у болгарському курорті Боровець з 9 по 14 лютого 1993 року. 
До програми чемпіонату увійшли 8 змагань із окремих дисциплін: спринту, індивідуальної гонки, командних гонок та естафет у чоловіків та жінок. 
Це перший чемпіонат, якому збірні Росії, України, Білорусі, Чехії, Словаччини брали участь як окремі команди. 

## Розклад змагань
Розклад гонок наведено нижче.
| Дата      | Гонка                                |
| --------- | ------------------------------------ |
| 9 лютого  | Командна гонка, чоловіки, 20 км      |
| 9 лютого  | Командна гонка, жінки, 15 км         |
| 11 лютого | Індивідуальна гонка, чоловіки, 20 км |
| 11 лютого | Індивідуальна гонка, жінки, 15 км    |
| 13 лютого | Спринт, чоловіки, 10 км              |
| 13 лютого | Спринт, жінки, 7,5 км                |
| 14 лютого | Естафета, чоловіки, 4×7,5 км         |
| 14 лютого | Естафета, жінки, 3×7,5 км            |

## Медалісти та призери

### Чоловіки
| Гонка:                        | Золото:                                                                        | Час               | Срібло:                                                             | Час             | Бронза:                                                      | Час               |
| Спринт 10 км Протокол         | Марк Кірхнер Німеччина                                                         | 27:30.5 (0+0)     | Йон-Оґе Тюльдум Норвегія                                            | +14.4 (1+0)     | Сергій Тарасов Росія                                         | +16.2 (1+0)       |
| Індивідуальна, 20 км Протокол | Андреас Зінгерле Італія                                                        | 53:05.4 (0+1+0+0) | Сергій Тарасов Росія                                                | +44.5 (0+1+0+1) | Сергій Чепіков Росія                                         | +1:32.9 (1+0+0+0) |
| Командна, 20 км Протокол      | Німеччина Фріц Фішер Франк Люк Стеффен Хоос Свен Фішер                         |                   | Росія Олексій Кобелев Валерій Кирієнко Сергій Ложкін Сергій Чепіков |                 | Франція Жиль Марге Тьєррі Дюссерр Ксав'є Блонд Ліонель Лоран |                   |
| Естафета 4 x 7,5 км Протокол  | Італія Вільфрід Паллгубер Йоганн Пасслер П'єральберто Каррара Андреас Зінгерле | 1:32:18.3 (0+0)   | Росія Юрій Кашкаров Олександр Попов Сергій Тарасов Сергій Чепіков   | +36.7 (0+0)     | Німеччина Фріц Фішер Франк Люк Марк Кірхнер Тоні Штайнер     | +39.6 (0+0)       |

### Жінки
| Гонка:                        | Золото:                                                        | Час                         | Срібло:                                                                         | Час                     | Бронза:                                                               | Час               |
| Спринт, 7,5 км Протокол       | Миріам Бедар Канада                                            | 21:01.9 (0+0)               | Надія Таланова Росія                                                            | +16.6 (0+1)             | Олена Бєлова Росія                                                    | +19.8 (0+1)       |
| Індивідуальна, 15 км Протокол | Петра Беле Німеччина                                           | 50:32.9 (0+0+0+1)           | Миріам Бедар Канада                                                             | +14.7 (0+0+1+0)         | Світлана Парамигіна Білорусь                                          | +1:43.7 (0+1+2+0) |
| Командна, 15 км Протокол      | Франція Наталі Бозіре Дельфін Бурле Анн Бріян Корінн Ніогре    | 53:58.1 (1+0+1+1)           | Білорусь Наталья Пермякова Наталья Сичова Наталья Риженкова Світлана Парамигіна | 54:00.5 (2+2+0+0)       | Польща Зофія Кєлпінська Кристина Ліберда Анна Стера Хелена Миколайчик | 55:30.4 (0+0+0+4) |
| Естафета 3 x 6 км Протокол    | Чехія Яна Вапенікова Їржина Пельцова Івета Рубікова Ева Гакова | 1:52:08.6 (0+0) (0+1) (0+0) | Франція Корінн Ніогре Веронік Клодель Дельфін Бурле Анн Бріян                   | +47.6 (0+0) (1+0) (0+0) | Росія Світлана Панютіна Надія Таланова Ольга Сімушина Олена Бєлова    | +50.3 (0+0) (0+1) |

## Медальний залік
| Місце | Країна    |   |   |   | Всього |
| ----- | --------- | - | - | - | ------ |
| 1     | Німеччина | 3 | 0 | 1 | 4      |
| 2     | Італія    | 2 | 0 | 0 | 2      |
| 3     | Франція   | 1 | 1 | 1 | 3      |
| 4     | Канада    | 1 | 1 | 0 | 2      |
| 5     | Чехія     | 1 | 0 | 0 | 1      |
| 6     | Росія     | 0 | 4 | 4 | 8      |
| 7     | Білорусь  | 0 | 1 | 1 | 2      |
| 8     | Норвегія  | 0 | 1 | 0 | 1      |
| 9     | Польща    | 0 | 0 | 1 | 1      |